# Knebworth Festival 1979
Knebworth Festival 1979 var en rockfestival med det brittiska hårdrocksbandet Led Zeppelin som huvudattraktion i Knebworth House i Knebworth, Hertfordshire, England i augusti 1979.  Det var de första konserterna sedan turnén i USA avbröts 1977. Dock hade bandet gjort två mindre spelningar på Falconer-teatern i Köpenhamn veckorna före Knebworth, i första hand för att repetera låtarna och sceneffekterna inför publik.

## Låtlista
4 augusti
1. "The Song Remains the Same" (Page, Plant)
2. "Celebration Day" (Jones, Page, Plant)
3. "Black Dog" (Page, Plant, Jones)
4. "Nobody's Fault But Mine" (Page, Plant)
5. "Over the Hills and Far Away" (Page, Plant)
6. "Misty Mountain Hop" (Jones, Page, Plant)
7. "Since I've Been Loving You" (Jones, Page, Plant)
8. "No Quarter" (Page, Plant, Jones)
9. "Ten Years Gone" (Page, Plant)
10. "Hot Dog" (Page, Plant)
11. "The Rain Song" (Page, Plant)
12. "White Summer"/"Black Mountain Side" (Page)
13. "Kashmir" (Bonham, Page, Plant)
14. "Trampled Under Foot" (Jones Page, Plant)
15. "Sick Again" (Page, Plant)
16. "Achilles Last Stand" (Page, Plant)
17. "Page Solo" (Page)
18. "In the Evening" (Jones, Page, Plant)
19. "Stairway to Heaven" (Page, Plant)

Extranummer
- "Rock and Roll" (Page, Plant, Jones, Bonham)
- "Whole Lotta Love" (Bonham, Dixon, Jones, Page, Plant)
- "Heartbreaker" (Bonham, Page, Plant)

11 augusti
1. "The Song Remains the Same" (Page, Plant)
2. "Celebration Day" (Jones, Page, Plant)
3. "Black Dog" (Page, Plant, Jones)
4. "Nobody's Fault But Mine" (Page, Plant)
5. "Over the Hills and Far Away" (Page, Plant)
6. "Misty Mountain Hop" (Jones, Page, Plant)
7. "Since I've Been Loving You" (Jones, Page, Plant)
8. "No Quarter" (Page, Plant, Jones)
9. "Hot Dog" (Page, Plant)
10. "The Rain Song" (Page, Plant)
11. "White Summer"/"Black Mountain Side" (Page)
12. "Kashmir" (Bonham, Page, Plant)
13. "Trampled Under Foot" (Jones Page, Plant)
14. "Sick Again" (Page, Plant)
15. "Achilles Last Stand" (Page, Plant)
16. "Page Solo" (Page)
17. "In the Evening" (Jones, Page, Plant)
18. "Stairway to Heaven" (Page, Plant)

Extranummer
- "Rock and Roll" (Page, Plant, Jones, Bonham)
- "Whole Lotta Love" (Bonham, Dixon, Jones, Page, Plant)
- "Communication Breakdown" (Bonham, Jones, Page)

## Turnédatum
- 04/08/1979:  Knebworth - Hertfordshire
- 11/08/1979:  Knebworth - Hertfordshire